# Вила на Квинтилиите
Вилата на Квинтилиите (на италиански: Villa dei Quintili) е луксозна римска вила на Виа Апия извън Рим. Построена е през 150 г. от братята Секст Квинтилий Валерий Максим и Секст Квинтилий Кондиан, които са консули през 151 г.
През 182 г. двамата са убити от император Комод, който си присвоява тяхната вила и я прави на своя резиденция.